# Калифорнийский университет Мирамар
Калифорнийский университет Мирамар (англ. California Miramar University, CMU) — частный коммерческий университет в Сан-Диего, Калифорния. Университет предлагает программы на получение степени посредством дистанционного обучения и сочетания онлайн- и аудиторного (гибридного) обучения. Он аккредитован Комиссией по аккредитации дистанционного образования.

## История
Калифорнийская комиссия по высшему образованию и Калифорнийский университет Мирамар указывают 2005 год в качестве даты основания CMU. CMU приобрёл активы Тихоокеанского западного университета в Калифорнии (Pacific Western University), включая его статус одобрения штатом Калифорния, в конце 2005 года. В рамках продажи активов был реализован план перехода учебного заведения, который призывал Pacific Western University (Калифорния) переехать в Сан-Диего и обучать всех активных студентов в течение 18 месяцев.
В начале 2007 года условия передачи активов были выполнены, и разрешение штата Калифорния было официально передано CMU. В это время прекратил свою деятельность Тихоокеанский западный университет в Калифорнии. Позже в том же году Калифорнийский университет Мирамар подал заявку на аккредитацию. В рамках процесса аккредитации аккредитационное агентство постановило, что CMU и PWU California являются отдельными школами, которые работают в соответствии с отдельными академическими стандартами. Агентства по аккредитации постановили, что выпускники Тихоокеанского западного университета в Калифорнии не будут иметь права на получение дипломов или копий дипломов CMU и что записи двух школ должны храниться отдельно. Чтобы соответствовать требованиям аккредитации, CMU передал копии всех записей учебных заведений и студентов PWU в Калифорнии в Службу образования, которая теперь является официальным хранителем записей для всех студентов PWU.

## Академическая деятельность
Калифорнийский университет Мирамар предлагает программы бакалавриата в области делового администрирования. Программа младшего специалиста по бизнесу включает две отдельные специальности, а программа бакалавриата по бизнес-администрированию включает пять отдельных специальностей. Степени на уровне выпускников включают шесть отдельных специальностей: получение степени магистра делового администрирования, магистра наук в области стратегического лидерства, магистра наук в области компьютерных информационных систем и четыре отдельные специальности в программе получения степени доктора делового администрирования.

### Аккредитация и одобрение
Университет аккредитован Комиссией по аккредитации дистанционного образования и Советом по аккредитации независимых колледжей и школ. Он также одобрен Калифорнийским бюро частного высшего образования в соответствии с Законом Калифорнии о частном высшем образовании от 2009 года, раздел 94890.